# Anders Petersen (fotografo)
Anders Petersen (Solna, 3 maggio 1944) è un fotografo svedese, che vive e lavora a Stoccolma. È noto in particolare per i suoi lavori molto intimi e personali in bianco e nero.

## Biografia
Petersen ha studiato fotografia con Christer Strömholm dal 1966 al 1967.
Per tre anni dal 1967 al 1969 ha documentato gli abituali frequentatori notturni (tra cui prostitute, travestiti, alcolizzati, amanti e tossicodipendenti) del Café Lehmitz, un bar di Amburgo, in Germania. Nel 1978 le fotografie sono state pubblicate da un libro edito dalla tedesca Schirmer/Mosel. Café Lehmitz è da allora considerato un libro seminale nella storia della fotografia europea. Una delle fotografie del libro è stata anche utilizzata da Tom Waits come copertina per l'album Rain Dogs.

## Libri fotografici (incompleto)
- Gröna Lund.
  - Stoccolma: Fyra Förläggare, 1973. Testo di Arnaud Cottebrune.
  - Villejuif, France: Aman Iman, 2009. ISBN 978-2-9533910-2-2. Edizione di 300 copie.
  - Villejuif, France: Aman Iman, 2013. ISBN 979-10-92727-02-9.
  - Pyramyd Editions, 2013. Versione francese.
- Café Lehmitz.
  - Monaco: Schirmer/Mosel, 1978.
  - Edizione francese 1979.
  - Stoccolma: ETC Förlags AB, 1982. ISBN 91-86168 04 5. Testo di Roger Andersson.
- Fängelse. ETC; Stoccolma: Norstedts Förlag, 1984. ISBN 978-9118441325. Testo di Leif G. W. Persson.
- Rågång till Kärleken. Stoccolma: Norstedts Förlag, 1991. ISBN 91-1-913062-7. Testo di Göran Odbratt.
- Ingen har sett allt . 1995.
- Du Mich Auch. Stoccolma: Journal, 2002. ISBN 91-973629-2-1
- Close/Distance. 2002.
- Roma, a diary. Roma: Zoneattive, 2005.
- Sète # 08. Francia: Images En Manœuvres Editions - CétàVOIR, 2008. ISBN 978-2-8499-5118-7
- French kiss Stockport, Cheshire: Dewi Lewis Publishing, 2008.
- Dear Diary. 2009.
- From Back Home. Stoccolma: Max Ström, 2009. ISBN 978-9171261649. Con JH Engström. A cura di Greger Ulf Nilson.
- City Diary. 2009.
- Rome, a diary 2012. Roma: Punctum, 2012. Edizione di 40 copie.
- Soho. Londra: Mack e The Photographers Gallery (co-edizione), 2012. ISBN 978-1-907946-22-6.
- Veins. Con Jacob Aue Sobol. Stockport, Cheshire: Dewi Lewis, 2013. ISBN 978-1-907893-45-2.
- Rome. Collezione di fotografie da tre differenti visite a Roma 1984, 2005 e 2012. A cura di Marco Delogu in collaborazione con Flavio Scollo 
  - Rome. Copertina morbida. Köln: Walther König; Rome: Punctum, 2014. ISBN 978-3863354619.
  - Rome. Copertina rigida: Walther König; Rome: Punctum, 2014. Edizione di 150 copie con stampa autografa.